# Борзинське міське поселення
Бо́рзинське міське поселення (рос. Борзинское городское поселение) — міське поселення у складі Борзинського району Забайкальського краю Росії.
Адміністративний центр — місто Борзя.

## Населення
Населення міського поселення становить 29287 осіб (2019; 31496 у 2010, 31588 у 2002).

## Склад
До складу міського поселення входять:
| Населений пункт   | Населення, осіб (2002) | Населення, осіб (2010) |
| ----------------- | ---------------------- | ---------------------- |
| Борзя, місто      | 31460                  | 31379                  |
| Зун-Торей, селище | 128                    | 117                    |